# 茶志內停車區
茶志內停车区（平假名：ちゃしないパーキングエリア）是位於北海道美唄市的道央自動車道之停车区，由東日本高速公路管理，天氣良好時可在此休息站看到雪山。同時，此停车区為北海道中央巴士的茶志內巴士站。

## 連接道路
- 道央自動車道

## 历史
- 1990年10月30日 - 啟用。

## 停车区設施
- 上行線（札幌方向）[2]
  - 停車場
    - 小型車：29台
    - 大型車：12台
    - 有殘疾人士車位

  - 廁所
    - 男士 大型2（和式1、西式1）、小型5
    - 女士 5（和式1、西式4）
    - 輪椅人士專用 1
- 下行線（旭川、士別劍淵方向）
  - 停車場
    - 小型車：29台
    - 大型車：12台
    - 有殘疾人士車位

  - 廁所
    - 男士 大型2（和式1、西式1）、小型5
    - 女士 5（和式1、西式4）
    - 輪椅人士專用 1

## 茶志內巴士站
巴士站名為「高速茶志內」。

### 下行線（旭川、士別劍淵方向）
- 北海道中央巴士（路線名後的巴士公司名稱為此路線是與北海道中央巴士共同營運）
  - 高速瀧川號（瀧川直行班次） 往北海道中央巴士瀧川辦事處
  - 高速新十津川號 往新十瀧川町政廳（經瀧川）
  - 高速富良野號 往蘆別、富良野站
  - 高速留萌號 往留萌終點站（經瀧川/深川）
  - 高速旭川號（道北巴士、JR北海道巴士、北海道北見巴士） 往旭川終點站
  - 高速名寄號（道北巴士） 往名寄站前（經和寒、士別）
  - 高速流冰紋別號（道北巴士、JR北海道巴士、北紋巴士） 往紋別終點站（經旭川）
  - 高速遠輕號（道北巴士、北海道北見巴士） 往遠輕終點站（經旭川）、中湧別文化中心通（遠輕直行）

### 上行線（札幌方向）
- 北海道中央巴士
  - 高速瀧川號、高速新十津川號、高速富良野號、高速留萌號 往札幌車站客運總站

## 鄰近設施
道央自動車道
(6)美唄IC - 茶志內停车区 - (7)奈井江砂川IC

## 相關項目
- 日本服務區與休息區一覽

## 外部連結
- 東日本高速道路株式會社 （页面存档备份，存于）
  - e-NEXCO服務區與休息區情報
- 北海道開發局 （页面存档备份，存于）
- 美唄市 （页面存档备份，存于）